# Leiodídeos
Leiodídeos (Leiodidae) é uma família de insectos coleópteros, con cerca de 1400 espécies descritas. O seu tamanho oscila entre 2 e 7 mm.
Muitas espécies, sobre todo das subfamílias Leiodinae e Coloninae, alimentam-se de fungos que se encontram em madeira em descomposição ou no solo. Os membros das subfamílias Cholevinae e Platypsyllinae podem ser encontrados em cadáveres de animais, em formigueiros, em tocas de mamíferos e em cavidades naturais do terreno. Platypsyllus castoris vive na pelagem dos castores.
Esta família foi já denominada também como Liodidae e Anisotomidae. As subfamílias citadas na caixa informativa foram já consideradas, em determinados momentos, como famílias independentes. Segundo Lawrence & Newton, devem incluir-se todas juntas na família Leiodidae.